# Tamasaburō Bandō V
Tamasaburō Bandō V (jap. 五代目 坂東 玉三郎 Godaime Bandō Tamasaburō;  prawdziwę imię Shin’ichi Nirehara, ur. 25 kwietnia 1950 roku w Tokio) – japoński aktor kabuki, specjalizujący się w rolach onnagata (mężczyzna grający role kobiece). Reżyser i aktor filmowy. Żywy Skarb Narodowy, laureat Nagrody Kioto, Praemium Imperiale.

## Życiorys
Shin’ichi Nirehara urodził się 25 kwietnia 1950 roku w Tokio. Jego rodzina nie miała teatralnych tradycji. Sztukę teatralną zaczął studiować ramach w rehabilitacji po polio. Kiedy miał 6 lat, aktor kabuki Kan'ya Morita XIV (Tamasaburō Bandō IV) adoptował go, by mieć następcę. Shin’ichi Nirehara zadebiutował na scenie w 1957 roku, grając rolę Kotaro w sztuce Terakoya, będącej częścią spektaklu Sugawara Denju Tenarai Kagami (jap. 菅原伝授手習鑑). Grał wtedy pod scenicznym imieniem Kinoji Bandō. W 1964 roku odziedziczył imię Tamasaburō Bandō V. 
Kan'ya Morita zakazał swojemu adoptowanemu synowi występować poza teatrem kabuki, jednak kiedy Morita zmarł w 1975 roku, Tamasaburō Bandō V zaczął dodatkowo działać w innych dziedzinach sztuki. Zagrał m.in. Lady Makbet w Makbecie czy Desdemonę w Otellu.  W 1970 roku rozpoczął karierę filmową. W 1990 roku podjął się reżyserii. Jego film Tęsknota (jap. 夢の女 Yume no onna) brał udział w konkursie głównym podczas Festiwalu Filmowego Berlinale w 1993 roku. W 1996 roku razem z wiolonczelistą Yo-Yo Ma opracowali taniec kabuki do muzyki Johanna Sebastiana Bacha. W 1998 roku tańczył wspólnie z Michaiłem Barysznikowem. Na Shanghai International Art Festival w 2009 przygotował i zagrał w operze kunqu Mundating, która zyskała uznanie i była potem grana w Tokio. Współpracował również z grupą bębniarzy taiko Kodo.

## Ważniejsze role
Tamasaburō Bandō V wystąpił m.in. następujących sztukach:
- 1969, Zadziwiająca historia, czyli sierp księżyca (jap. 椿説弓張月 Chinsetsu yumiharizuki) Yukio Mishimy – księżniczka Shiranui
- 1970, Narukami (鳴神[7]) – księżniczka Taema
- 1971, Sumidagawa gonichi no omokage, (隅田川続俤[8]) – księżniczka Nowake
- 1975, Sakurahime Azuma Bunsho (桜姫東文章[9]) – księżniczka Sakura
- 1995, Tenshu Monogatari (天守物語[10]) – księżniczka Tomi
- 1997, Dan no Ura Kabuto Gunki (壇浦兜軍記～阿古屋[11]) – Akoya
- 2001, Meiboku Sendai Hagi (伽羅先代萩[12]) – Masaoka

## Filmografia
- 1994, Nastazja Andrzeja Wajdy – książę Myszkin, Nastazja Filipowna

## Nagrody i wyróżnienia
- 1991, Order Sztuki i Literatury[5]
- 2009, Nagroda Kikuchi Kan Prize (菊池寛賞, Kikuchi Kan Shō)[13][5]
- 2011, Nagroda Kioto[5]
- 2012, tytuł Żywego Skarbu Narodowego[6][4]
- 2019, Praemium Imperiale[4]
- 2019, Zasłużony dla kultury[14]